# Hessensteinska palatset

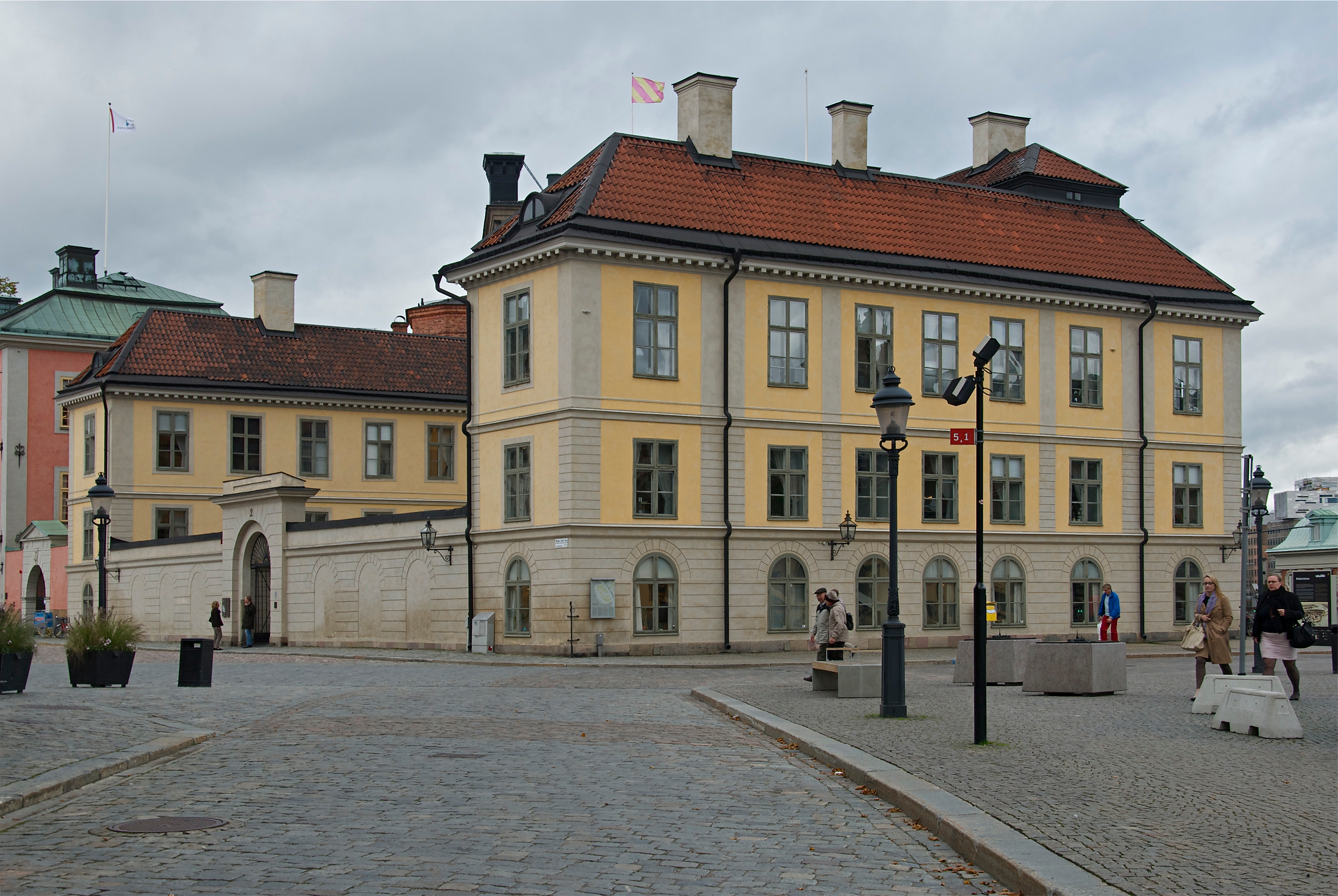
Palatset 2011.

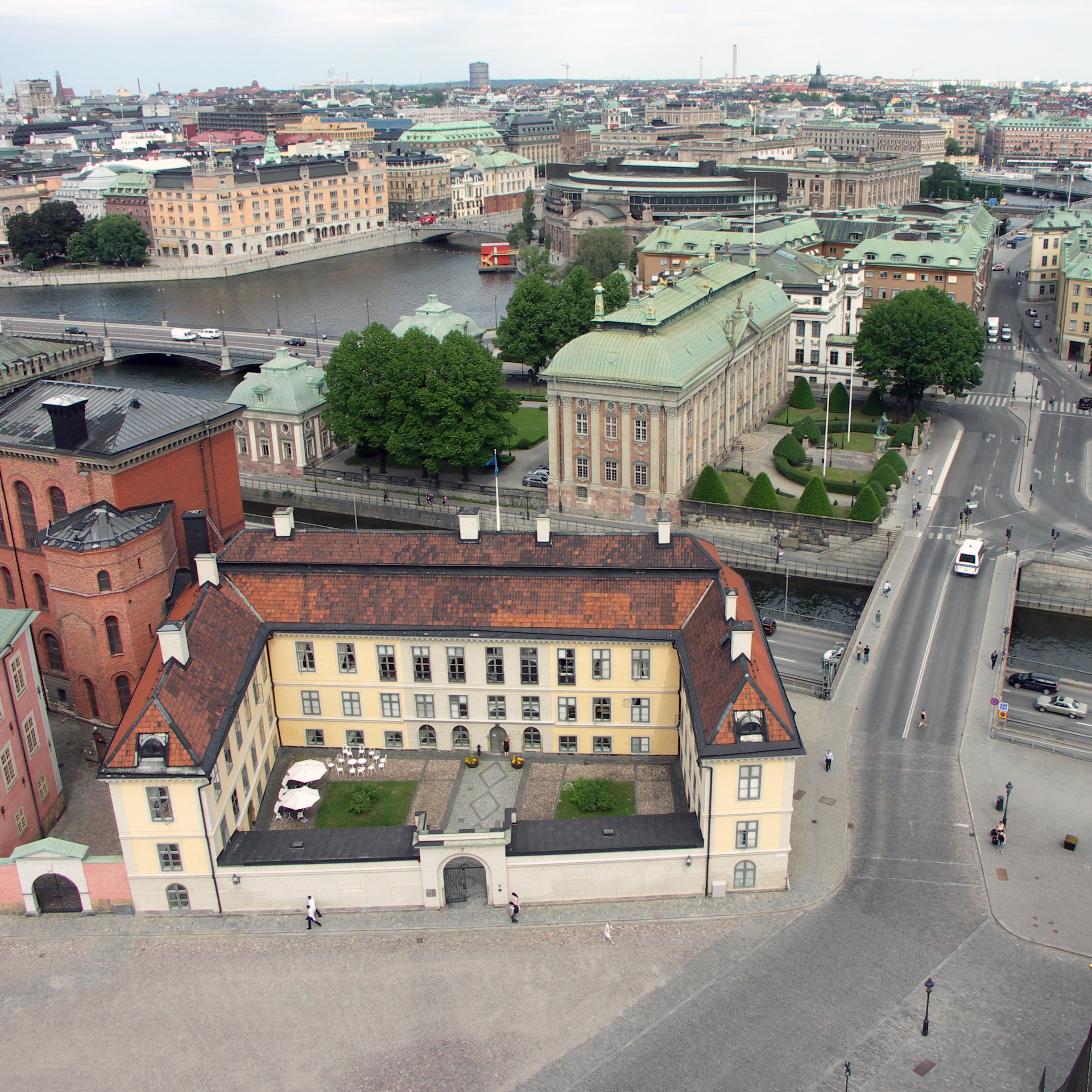
Hessensteinska palatset 2006

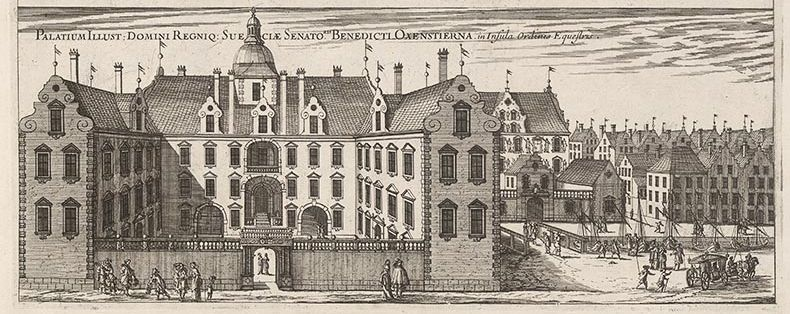
Hessensteinska palatset 1670
Ur Suecia antiqua et hodierna

Hessensteinska palatset eller Bengt Oxenstiernas palats är ett palats med adress Birger Jarls torg 2 på Riddarholmen i Stockholm. Palatset byggdes på 1630-talet för riksrådet Bengt Bengtsson Oxenstiernas räkning. Omkring år 1680 byggdes palatset om.

## Historia
Palatsets tomt hade tillhört släkten Oxenstierna sedan 1500-talet. På 1630-talet uppförde riksrådet Bengt Bengtsson Oxenstierna ett mindre renässansslott på tomten. Nästa ägare var Bengt Gabrielsson Oxenstierna och hans hustru Eva Juliana Wachtmeister. De lät också renovera och bygga om palatset till dagens utseende kring 1680, sannolikt efter ritningar av Nicodemus Tessin d.ä. Änkedrottningen Hedvig Eleonora övernattade i palatset efter slottsbranden 1697.
Efter att det varit i kunglig ägo skänkte kung Fredrik I palatset 1731 till sin mätress Hedvig Taube, som därmed kom att förfoga över två fastigheter på Riddarholmen; hon bodde själv i Banérska palatset (sedermera Östra Gymnasiehuset). Övervåningen nyinreddes av Carl Hårleman, men Taube hann avlida innan ombyggnaden var färdig och palatset ärvdes av Fredrik Vilhelm von Hessenstein, utomäktenskaplig son till Taube och Fredrik I, som gav huset sitt namn.
På 1750-talet hyrdes huset av politikern och diplomaten Carl Gustaf Tessin som var guvernör för kronprinsen, som fortfarande med sin familj bodde i det Wrangelska palatset i väntan på att återuppbyggnaden av Stockholms slott skulle slutföras. 1835-1906 inrymde palatset Riksgäldskontoret, därefter Socialstyrelsen till 1965. År 1983 restaurerades byggnaden av arkitekt Uhlin & Malm. Då togs interiörer från 1600-talet och 1700-talet fram. Idag disponeras byggnaden av Svea hovrätt.